# Departamento de Güer Aike
Departamento de Güer Aike är en kommun i Argentina.   Den ligger i provinsen Santa Cruz, i den södra delen av landet, 2 100 km sydväst om huvudstaden Buenos Aires. Antalet invånare är 92 878.
Trakten runt Departamento de Güer Aike består i huvudsak av gräsmarker. Runt Departamento de Güer Aike är det mycket glesbefolkat, med 3 invånare per kvadratkilometer.